# Ożarów Mazowiecki (gmina)
Ożarów Mazowiecki (daw. gmina Ożarów) – gmina miejsko-wiejska w województwie mazowieckim, w powiecie warszawskim zachodnim. W latach 1975–1998 gmina położona była w województwie warszawskim.
Siedziba gminy to Ożarów Mazowiecki.
Według danych na 2022 gminę zamieszkiwały 30 775 osoby.

## Historia

### 1867–1954
Gmina Ożarów powstała 13 stycznia 1867 roku w związku z reformą gminną w Królestwie Polskim. Należała do powiatu warszawskiego w guberni warszawskiej.
W okresie międzywojennym gmina Ożarów należała do powiatu warszawskiego w woj. warszawskim.
10 grudnia 1916 z gminy Ożarów odłączono wsie Żbików (ze Żbikówkiem) i Józefina, włączając je do nowo utwrzononego miasta Pruszków.
1 kwietnia 1930 z gminy Ożarów wyłączono Piastów (Utratę), Żdżary i część Bąków, które weszły w skład nowo utworzonej wiejskiej gminy Piastów.
20 października 1933 gminę podzielono na 22 gromady: Bąki, Borzęcin, Borzęcin Duży, Duchnice, Izabelin, Kaputy, Koczargi, Koczargi Nowe, Konotopa, Koprki, Kręczki, Ołtarzew, Ożarów, Piotrkówek, Stanisławów, Topolin, Umiastów, Wieruchów, Wierzbin, Wojcieszyn, Zalesie i Zielonki.
Podczas II wojny światowej gmina znalazła się w Generalnym Gubernatorstwie, w dystrykcie warszawskim. W 1943 roku gmina Ożarów liczyła 10120 mieszkańców i składała się z 22 gromad (Dorfgemeinden): Bąki  (303 mieszkańców), Borzęcin Duży (756), Borzęcin Mały (223), Duchnice (209), Izabelin (162), Kaputy (209), Koczargi Nowe (243), Koczargi Stare (370), Konotopa (385), Koprki (57), Kręczki (112), Ołtarzew (1442), Ożarów (3506), Piotrkówek (98), Stanisławów (134), Topolin (60), Umiastów (167), Wieruchów (324), Wierzbin (147), Wojcieszyn (483), Zalesie (156) i Zielonki (574).
Po wojnie gmina reasumowała przynależność administracyjną do powiatu warszawskiego w województwie warszawskim. Powstały cztery nowe gromady: Kaputy-Kręczki (po połączeniu gromad Kaputy i Kręczki), Ołtarzew-Kolonia (wydzielona z gromady Ołtarzew) oraz Ożarów-Franciszków i Ożarów-Parcele (wydzielone z gromady Ożarów).
1 lipca 1952 obszar gminy Ożarów zmniejszono o około połowę. Część jej obszaru weszła w skład gminy Blizne, którą przekształcono w gminę Babice Stare (Koczargi Nowe i Zielonki), w skład nowo utworzonej gminy Izabelin (Izabelin, Koczargi Stare i Stanisławów) oraz w skład gminy Zaborów (Borzęcin Duży, Borzęcin Mały, Topolin, Wojcieszyn, Wierzbin i Zalesie). Równocześnie do gminy Ożarów przyłączono cztery gromady ze znoszonej gminy Blizne (Bronisze, Jawczyce, Macierzysz i Piotrkówek). Tego samego dnia zniesiono powiat warszawski, a gminę Ożarów  włączono do nowo utworzonego powiatu pruszkowskiego; składała się ona wówczas z 17 gromad: Bąki, Bronisze, Duchnice, Jawczyce, Kaputy-Kręczki, Konotopa, Koprki, Macierzysz, Ołtarzew, Ołtarzew kol., Ożarów, Ożarów-Franciszków, Ożarów parc., Piotrkówek, Piotrkówek Wielki i Wieruchów.
Gminę zniesiono 29 września 1954 wraz z reformą wprowadzającą gromady w miejsce gmin. W związku z reformą Bąki włączono do Pruszkowa.
1 stycznia 1957 gromadzie Ożarów-Franciszków nadano statusu osiedla. 1 stycznia 1958 do osiedla Ożarów-Franciszków włączono część terenów miejscowości Ożarów z gromady Ożarów. 31 grudnia 1961 do osiedla Ożarów-Franciszków włączono wieś Ołtarzew-Kolonia z gromady Ołtarzew. Status miasta osiedle Ożarów-Franciszków otrzymało 1 stycznia 1967 z równoczesną zmianą nazwy na Ożarów Mazowiecki.

### Od 1973
Gminę Ożarów Mazowiecki z siedzibą w mieście Ożarowie Mazowieckim (nie wchodzącym w skład gminy) reaktywowano w powiecie pruszkowskim 1 stycznia 1973 w związku kolejną reformą administracyjną kraju, lecz o innych granicach. W jej skład weszły 24 sołectwa: Bronisze, Duchnice, Gołaszew, Jawczyce, Józefów, Kaputy-Kręczki, Konotopa, Koprki, Macierzysz, Michałówek, Mory, Myszczyn, Ołtarzew, Orły, Ożarów, Pilaszków, Piotrkówek Duży, Płochocin, Pogroszew, Pogroszew-Kolonia, Święcice, Umiastów, Wieruchów i Wolskie. W sumie nowa gmina Ożarów Mazowiecki  objęła obszary przedwojennych gmin: Blizne, Ożarów i Radzików (powiat błoński) oraz powojennych gmin:  Ożarów i Radzików (powiat grodzisko-mazowiecki / pruszkowski).
W latach 1975–1998 gmina położona była w stołecznym województwie warszawskim.
1 stycznia 1992 gminę Ożarów Mazowiecki i miasto Ożarów Mazowiecki połączono w jedną gminę miejsko-wiejską.
Od reformy 1 stycznia 1999 gmina Ożarów Mazowiecki  należy do powiatu warszawskiego zachodniego w województwie mazowieckim.
1 stycznia 2014 wieś Ożarów (241,98 ha) włączono do miasta Ożarowa Mazowieckiego.

## Struktura powierzchni
Według danych z roku 2002 gmina Ożarów Mazowiecki ma obszar 71,34 km², w tym:
- użytki rolne: 84%
- użytki leśne: 1%

Gmina stanowi 13,38% powierzchni powiatu.

## Demografia
Dane z końca 2023 roku:
| Opis                              | Ogółem | Ogółem | Kobiety | Kobiety | Mężczyźni | Mężczyźni |
| --------------------------------- | ------ | ------ | ------- | ------- | --------- | --------- |
| Jednostka                         | osób   | %      | osób    | %       | osób      | %         |
| Populacja                         | 26 636 | 100    | 13 944  | 52      | 12 692    | 48        |
| Gęstość zaludnienia [mieszk./km²] | 373,37 | 373,37 | 195,46  | 195,46  | 177,9     | 177,9     |

Największe miejscowości gminy (dane z 2012 roku)

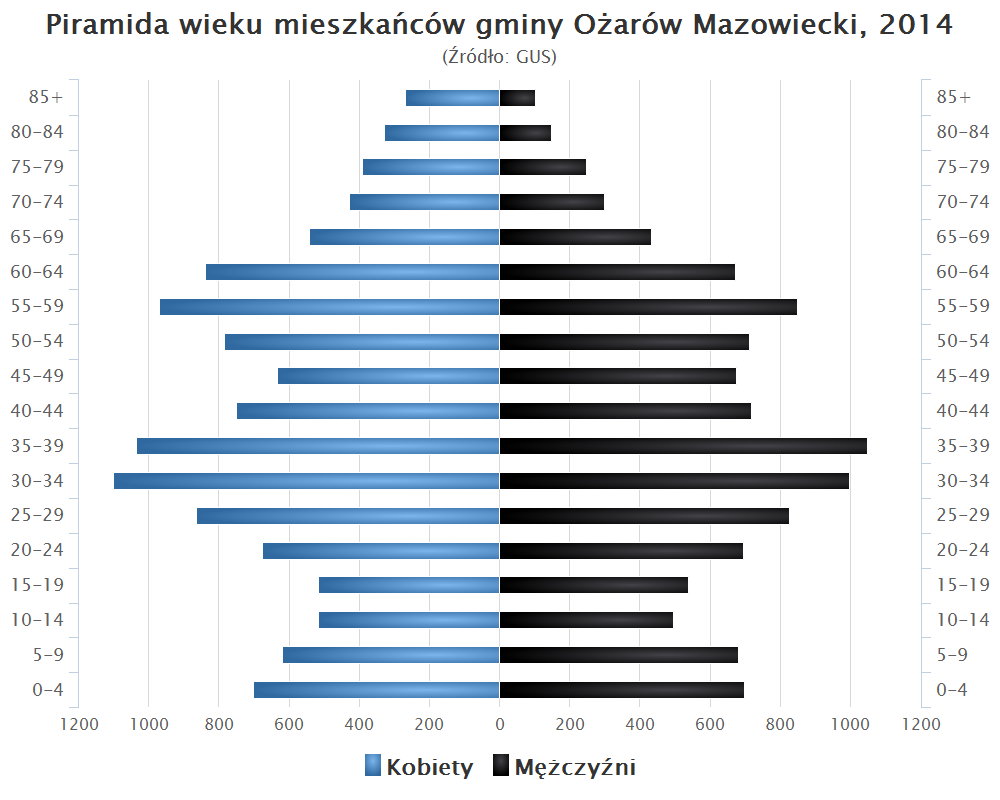
Piramida wieku mieszkańców gminy Ożarów Mazowiecki w 2014 roku

| Miejscowość       | Liczba ludności |
| ----------------- | --------------- |
| Ożarów Mazowiecki | 10 280          |
| Józefów           | 1890            |
| Płochocin Osiedle | 1400            |
| Duchnice          | 858             |
| Wolica            |                 |
| Święcice          | 710             |
| Ołtarzew          | 524             |
| Bronisze          | 520             |
| Macierzysz        | 490             |
| Płochocin         | 441             |
| Piotrkówek Mały   | 341             |
| Strzykuły         | 341             |

## Osiedla
Miasto Ożarów Mazowiecki – osiedla: Osiedle RSM Bloki, Osiedle Franciszków, Osiedle Józefów, Osiedle Kabel, Osiedle Mickiewicza, Osiedle Ołtarzew, Płochocin-Osiedle (Osiedle Płochocin Północny, Osiedle Płochocin Południowy), Osiedle Szeligi, Osiedle Zientarówka.

## Sołectwa
Bronisze, Duchnice, Domaniewek Pierwszy, Gołaszew, Jawczyce, Kaputy – Kręczki, Konotopa, Koprki, Macierzysz, Mory, Michałówek, Myszczyn, Ołtarzew, Orły, Ożarów Wieś, Piotrkówek Duży, Piotrkówek Mały + Strzykuły, Pilaszków, Pogroszew, Pogroszew-Kolonia, Płochocin-Wieś, Święcice, Umiastów, Wieruchów, Wolskie.
Pozostałe miejscowości podstawowe: Józefów, Szeligi i Wolica.

## Sąsiedniegminy
Błonie, Brwinów, Leszno, Piastów, Pruszków, Stare Babice, m.st. Warszawa

## Honorowy Obywatel Gminy Ożarów Mazowiecki
- Leszek Stachlewski[29]
- Andrzej Bartkowski
- Jerzy Andrzej Hulewicz